# جان دارك (فلم 1948)
جان دارك (بالإنجليزية: Joan of Arc) هو فيلم دراما تم إنتاجه في الولايات المتحدة وصدر في سنة 1948.

## بطولة
- إنغريد برغمان

### ترشيحات وجوائز
| السنة | الحدث  | الفئة              | النتيجة  |
| ----- | ------ | ------------------ | -------- |
|       | أوسكار | أفضل تصوير سينمائي | فـــــوز |

## الميزانية والإيرادات
بلغت تكلفة إنتاج الفيلم حوالي 4,650,506 دولار بينما حقق أرباحا تقدر بـ 5,768,142 دولار.

## وصلات خارجية
- مقالات تستعمل روابط فنية بلا صلة مع ويكي بيانات